# باستيل ميموريز
باستيل ميموريز (باليابانية: ぱすてるメモリーズ، بالروماجي: Pasuteru Memorīzu)
هي لعبة فيديو يابانية من تطوير فوريو، صدرت في 23 أكتوبر عام 2017. اقتبست إلى مسلسل أنمي تلفزيوني من قبل استوديو بروجيكت نو 9، عرض الأنمي في 8 يناير عام 2019 واستمر عرضه حتى 26 مارس عام 2019، وتكون من 12 حلقة.

## القصة
تدور أحداث القصة في المستقبل عن مدينة أكيهابارا كانت تسمى ذات يوم "أرض أوتاكو" ولكن اختفت ثقافة المانغا والأنمي تدريجيًا من أكيهابارا، وهذا بسبب فيروس غامض يسبب فقدان الذاكرة ويدمر ذكريات أي شخص عنها. في مقهى "ريبيت شيد شوب"، إيزومي ومجموعة من أصدقائها الذين يمتلكون قدرة السفر إلى العوالم من أجل إيقاف الفيروس، لاستعادة الذكريات المفقودة وإعادة أكيهابارا إلى مجدها السابق.

## الشخصيات
إيزومي أساغي (باليابانية: 浅木 泉水، بالروماجي: Asagi Izumi)
أداء صوتي: هيوري نيتا [الإنجليزية]
أياكا ساكاكي (باليابانية: 榊 亜矢香، بالروماجي: Sakaki Ayaka)
أداء صوتي: ماريكو توريبي
إيرينا ليسكوفا (باليابانية: イリーナ・レスコヴァ، بالروماجي: Irīna Resukova)
أداء صوتي: يومي أوتشياما
كاوروكو نيجوين (باليابانية: 二条院 薫子، بالروماجي: Nijōin Kaoruko)
أداء صوتي: يوكيو فوجي [الإنجليزية]
يوينا ماتشيا (باليابانية: 町屋 結衣奈، بالروماجي: Machiya Yuina)
أداء صوتي: ريه موراكاوا
مايتشي إيدوغاواباشي (باليابانية: 江戸川橋 美智، بالروماجي: Edogawabashi Michi)
أداء صوتي: ناومي أوزورا
مينامي سينجو (باليابانية: 千住 南海، بالروماجي: Senju Minami)
أداء صوتي: آي ياماموتو
تشيماري مايكو (باليابانية: 舞子 ちまり، بالروماجي: Maiko Chimari)
أداء صوتي: يوي أوغورا
ناو ميجيرو (باليابانية: 目白 渚央، بالروماجي: Mejiro Nao)
أداء صوتي: هيساكو كانيموتو (لعبة الفيديو)، يوميري هاناموري (أنمي)
ري كوروشيما (باليابانية: 来島 怜، بالروماجي: Kurushima Rei)
أداء صوتي: يوريكا كوبو
كوماتشي ساتوناكا (باليابانية: 里中 小町، بالروماجي: Satonaka Komachi)
أداء صوتي: ميغومي تودا
ساوري روكوغو (باليابانية: 六郷 沙織، بالروماجي: Rokugō Saori)
أداء صوتي: كوتوري كويواي
نيجيري أوساغي (باليابانية: ねじれウサギ، بالروماجي: Nejire Usagi)
أداء صوتي: تشيتوسي موريناغا [الإنجليزية]
مايا (باليابانية: 摩耶، بالروماجي: Maya)
أداء صوتي: تشياكي تاكاهاشي

## وصلات خارجية
- الموقع الرسمي باللغة اليابانية
- موقع الأنمي الرسمي باللغة اليابانية